# Dix (Illinois)
Dix es una villa ubicada en el condado de Jefferson en el estado estadounidense de Illinois. En el Censo de 2010 tenía una población de 461 habitantes y una densidad poblacional de 84,68 personas por km².

## Geografía
Dix se encuentra ubicada en las coordenadas 38°26′40″N 88°56′46″O / 38.44444, -88.94611. Según la Oficina del Censo de los Estados Unidos, Dix tiene una superficie total de 5.44 km², de la cual 5.42 km² corresponden a tierra firme y (0.48%) 0.03 km² es agua.

## Demografía
Según el censo de 2010, había 461 personas residiendo en Dix. La densidad de población era de 84,68 hab./km². De los 461 habitantes, Dix estaba compuesto por el 96.75% blancos, el 0.87% eran afroamericanos, el 0.22% eran amerindios, el 1.52% eran asiáticos, el 0% eran isleños del Pacífico, el 0.22% eran de otras razas y el 0.43% pertenecían a dos o más razas. Del total de la población el 1.74% eran hispanos o latinos de cualquier raza.